# Wysokaja Hara (sielsowiet Bahuszewiczy)
Wysokaja Hara (biał. Высокая Гара; ros. Высокая Гора, Wysokaja Gora) – wieś na Białorusi, w obwodzie mińskim, w rejonie berezyńskim, w sielsowiecie Bahuszewiczy. W 2009 roku liczyła 42 mieszkańców.